# Heiko Habermann
Heiko Habermann, född den 2 november 1962 i Berlin i Tyskland, är en östtysk roddare.
Han tog OS-brons i scullerfyra i samband med de olympiska roddtävlingarna 1988 i Seoul.